# Maxim Pawlowitsch Kowtun
Maxim Pawlowitsch Kowtun (russisch Максим Павлович Ковтун, * 18. Juni 1995 in Jekaterinburg) ist ein ehemaliger russischer Eiskunstläufer, der im Einzellauf gestartet ist.

## Karriere
Kowtun begann im Alter von vier Jahren mit dem Eislaufen und nahm mit sieben Jahren das Eiskunstlauftraining auf. 2011 wurde Nikolai Morosow sein Trainer. Kowtuns erstes internationales Turnier bei den Senioren war die World Team Trophy 2012, bei der er den verletzten Sergei Woronow ersetzte.
Vor der Saison 2012/13 wechselte Kowtun zu Jelena Wodoresowa und Tatjana Tarassowa. Er gewann beide Grand-Prix-Wettbewerbe sowie das Grand-Prix-Finale der Junioren. Bei den Russischen Meisterschaften wurde er Fünfter. Dennoch nominierte ihn der russische Verband für die Europameisterschaft. Bei seinem Debüt belegte er in Zagreb den fünften Platz. Dabei erreichte er persönliche Bestleistungen in allen Segmenten. Aufgrund der guten Leistung entsendete ihn der russische Verband als einzigen Einzelläufer zur Weltmeisterschaft. Er beendete dieses Debüt auf dem 17. Platz.
In das Jahr 2014 ging Kowtun erstmals als russischer Meister. Er errang mit dem Gewinn der Silbermedaille bei beiden seiner Grand-Prix-Auftritte, dem Cup of Russia und dem Cup of China, seine ersten Grand-Prix-Medaillen und qualifizierte sich damit erstmals für das Grand-Prix-Finale. Bei seinem Debüt belegte er den fünften Platz.
Bei der Europameisterschaft wurde er wie im Vorjahr Fünfter. Die Weltmeisterschaft in Saitama brachte dagegen mit dem vierten Rang eine deutliche Steigerung zum Vorjahr.
In der Saison 2014/15 gewann Kowtun erstmals in seiner Karriere beide seiner Grand-Prix-Auftritte. So siegte er erst bei seiner ersten Teilnahme an der Trophée Eric Bompard, bevor er auch den Cup of China für sich entscheiden konnte. Er qualifizierte sich damit souverän zum zweiten Mal in Folge für das Grand-Prix-Finale. Dort belegte er den vierten Platz.
Nachdem Kowtun seinen Titel bei den nationalen Meisterschaften verteidigt hatte, errang er bei der Europameisterschaft 2015 in Stockholm mit Silber seine erste Europameisterschaftsmedaille. Die Weltmeisterschaft beendete er auf dem siebten Platz.
Im Dezember 2015 wurde Kowtun zum dritten Mal in Folge russischer Meister. Die Europameisterschaft brachte für den Russen die Bronzemedaille. Enttäuschend verlief die Weltmeisterschaft in Boston, bei der Kowtun nach zahlreichen Fehlern lediglich den 18. Platz erreichte.
Seinen nationalen Meistertitel verlor Kowtun im Dezember 2016 an Michail Koljada. Bei der Europameisterschaft wurde er Vize-Europameister hinter Javier Fernández und vor Landsmann Koljada. Bei der Weltmeisterschaft in Helsinki stürzte er im Kurzprogramm bei seinem vierfachen Einzelsprung, dem Toeloop. Nach einer fehlerbehaftete Kür reichte es am Ende zum elften Platz.

## Ergebnisse
| Meisterschaft / Jahr           | 2011  | 2012  | 2013  | 2014  | 2015  | 2016  | 2017  |
| ------------------------------ | ----- | ----- | ----- | ----- | ----- | ----- | ----- |
| Weltmeisterschaften            |       |       | 17.   | 4.    | 7.    | 18.   | 11.   |
| Europameisterschaften          |       |       | 5.    | 5.    | 2.    | 3.    | 2.    |
| Russische Meisterschaften      | 11.   | 12.   | 5.    | 1.    | 1.    | 1.    | 3.    |
| –                              |       |       |       |       |       |       |       |
| Grand-Prix-Wettbewerb / Saison | 10/11 | 11/12 | 12/13 | 13/14 | 14/15 | 15/16 | 16/17 |
| Grand-Prix-Finale              |       |       |       | 5.    | 4.    |       |       |
| Skate America                  |       |       |       |       |       |       | 7.    |
| Cup of Russia                  |       |       |       | 2.    |       |       |       |
| Trophée Eric Bompard           |       |       |       |       | 1.    | 2.    |       |
| NHK Trophy                     |       |       |       |       |       | 10.   |       |
| Cup of China                   |       |       |       | 2.    | 1.    |       | 7.    |